# BMW Dixi

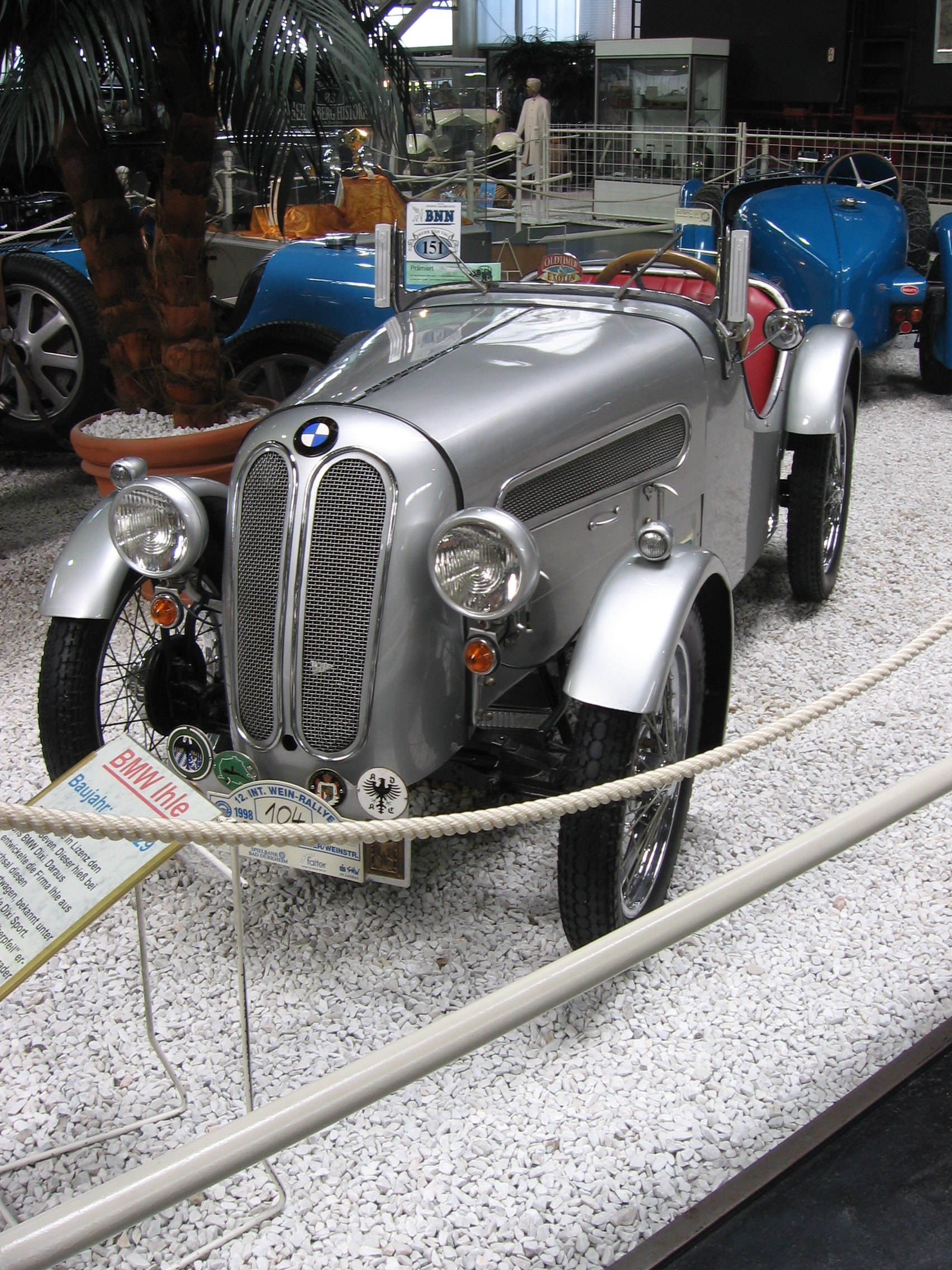
BMW Dixi in einer von der Bruchsaler Firma Ihle gefertigten Sportversion von 1929

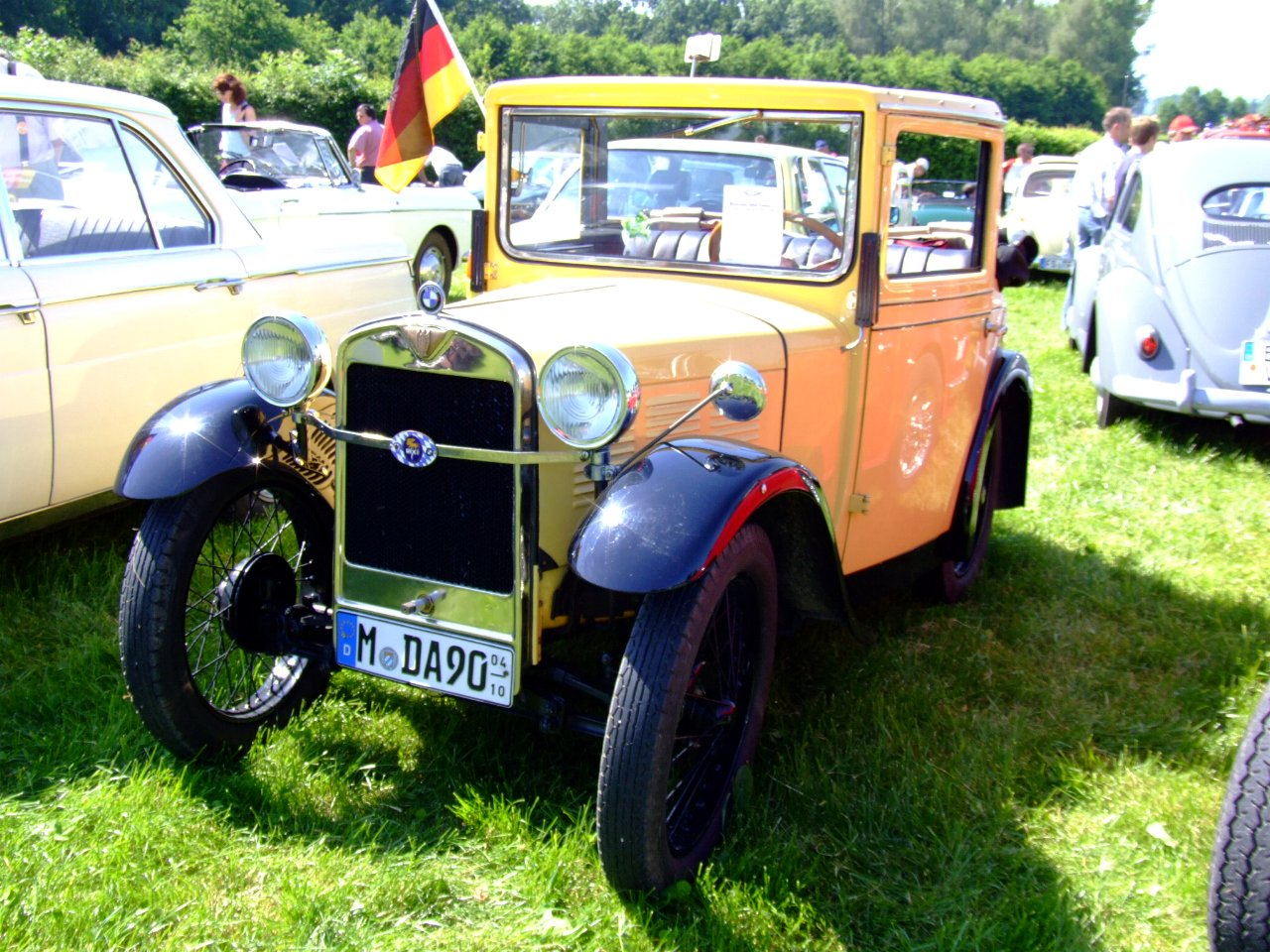
BMW Dixi (1930)

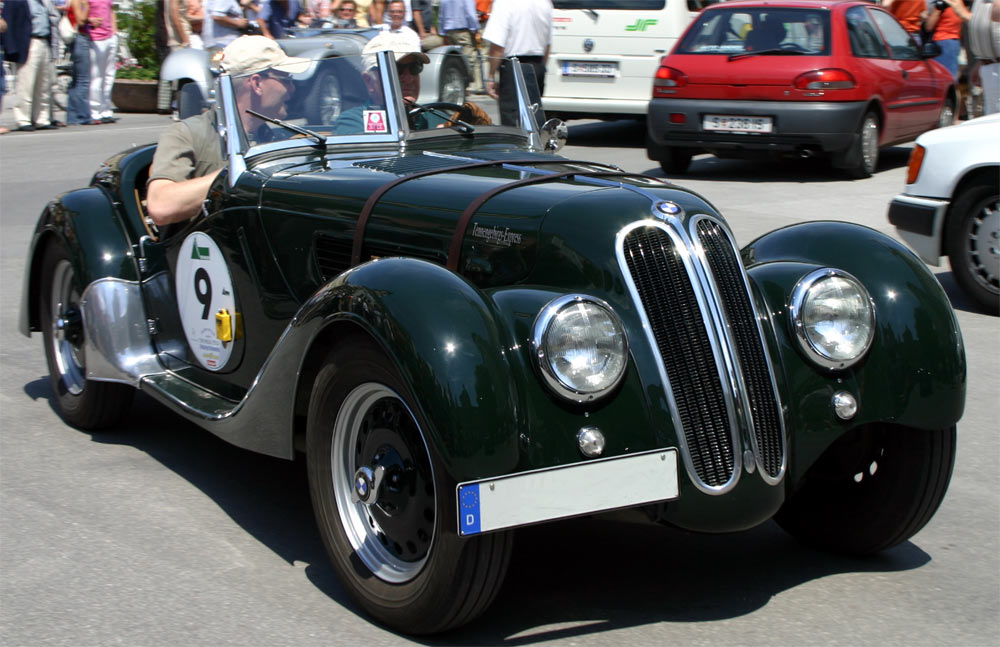
BMW 328(1936)

ディクシー（Dixi ）はBMWが最初に製造した自動車。

## BMWの自動車製造業参入
第一次世界大戦の敗戦国ドイツは飛行機生産を禁止され、飛行機エンジンとモーターサイクルの生産をしていたBMWは自動車生産に参入しようと複数の車両を比較検討していた。そこへオースチン・7のライセンス生産車両ディクシーの製造権を持っており、当時はゴータ（鉄道）車両製作所の所有となっていたアイゼナハ車両製作所の株価下落の際に買収した。

## 1928-1932: Dixi - オースチン・セブンのライセンス生産
アイゼナハ車両製作所を買収したBMWはオースチン・7のライセンス生産権を引継ぎ、ディクシー"DA 1" をそのまま生産した。これがBMW最初の自動車となった。当初、車には "BMW Dixi" とバッジがつけられたが、1929年にはこの名ははずされ、車名は "BMW 3/15 PS" となる。出力15 PSという意味である。次いでDA 1の後継として、より大型のボディだったが内容はDA 1を化粧直しした程度の "BMW 3/15 DA 2" に変えられた。「セダンのボディはBMWでは作られずフランスのローザンガール (Rosengart) のものだった」といわれるが、実際はローザンガールもオースチン・7のライセンス生産である。これら小型車3/15型はDA 1からDA 4まで4モデルが25,000台製造された。DA 2では、2-4座で、2ドア4枚窓のリムジーネ（limousine, セダン）、カブリオレ、ツアラー、バンが作られた。DA 3ボートテールのロードスターモデルがあった。

## 1932-1945: BMWオリジナル車両の登場
1932年、BMWはオースチンとのライセンス契約を終了。そのわずか数週間後、自社製作の "3/20 AM-1" を登場させた。これは "Automobilkonstruktion München Nr. 1" の略で「ミュンヘン自動車製造第1号」の意味である。このモデルは手を入れられモデルチェンジを繰り返し、1934年のAM-4まで製作される。1933年には利益の小さい小型車生産をやめ、2リッターから3.5リッターの6気筒エンジンを搭載した新モデルの開発を開始する。
新シリーズとして最初に生産されたのはBMW 303カブリオだった。引き続き1941年までBMW 315, BMW 319, BMW 327, BMW 328が生産される。BWM328はエレガントさで成功したスポーツカーだった。シリーズ全体で62,864台がアイゼナハ工場で生産された。

## アイゼナハ工場の接収
第二次世界大戦が1941年に始まると、戦時体制で軍用自動車、軍用モーターサイクル生産に切り替えられた。このアイゼナハ工場に加えて、「BMW飛行機エンジン工場アイゼナハ」も建設され飛行機エンジンの製作もおこなわれた。1945年の戦争終了時には工場の6割が破壊され、SMAD（ソ連の占領機関）に接収される。のち東ドイツ国営企業のアイゼナハー・モトーレンヴェルクとなる。

## 仕様
| BMW (Dixi) 3/15 PS                           | データ                                                                                             |
| -------------------------------------------- | -------------------------------------------------------------------------------------------------- |
| エンジン (Motor):                            | 4気筒（直列） 4-Zylinder (Reihe)                                                                   |
| 排気量 (Hubraum):                            | 749 cm³                                                                                            |
| ボア x ストローク (Bohrung x Hub):           | 56 x 76 mm                                                                                         |
| 最高出力 (Leistung):                         | 11 kW (15 PS) bei 3,000/min                                                                        |
| 圧縮比 (Verdichtung):                        | 5.6 : 1                                                                                            |
| バルブ (Ventile):                            | サイドバルブ seitlich stehend                                                                      |
| バルブギア (Ventilsteuerung):                | ラテラルカムシャフト、鋳鉄ギアによる駆動 seitliche Nockenwelle, Antrieb durch Gusseisen-Stirnräder |
| 冷却 (Kühlung):                              | サーモサイフォン、5リッター 水冷 Thermospyphon, 5 Liter Wasser                                     |
| 潤滑 (Schmierung):                           | 圧縮循環、2.5 リッター オイル Druckumlauf, 2,5 Liter Öl                                            |
| バッテリー (Batterie):                       | 6 V 45 Ah, フロントシート右下 6 V 45 Ah, unter rechtem Vordersitz                                  |
| 発電機 (Lichtmaschine):                      | 60 W                                                                                               |
| 駆動方式 (Kraftübertragung):                 | 後輪駆動 Antrieb auf Hinterräder                                                                   |
| クラッチ (Kupplung):                         | 乾式単板クラッチ Einscheibentrockenkupplung                                                        |
| シフト (Schaltung):                          | シフトレバー車体中央 Schalthebel Wagenmitte                                                        |
| 変速機 (Getriebe):                           | 3速 シンクロなし 3 Gang ohne Synchronisierung                                                      |
| フレーム形式 (Rahmen):                       | チャンネル（U字型） U-Profil                                                                       |
| フロントサスペンション (Radaufhängung vorn): | リジッド（固定車軸）、一枚板ばね starr, 1 Querfeder                                                |
| リアサスペンション (Radaufhängung hinten):   | リジッド（固定車軸）、アウトリガー、1/4ばね starr, Ausleger-Viertelfeder                           |
| ホイールベース (Radstand):                   | 1,905 mm                                                                                           |
| トレッド 前/後 (Spurweite vorn/hinten):      | 1,000/1,030 mm                                                                                     |
| 全長 x 全幅 x 全高 (Maße L x B x H):         | 2,800 x 1,170 x 1,625 mm                                                                           |
| ホイール (Räder):                            | ワイヤースポーク Drahtspeichen                                                                     |
| リム (Felgen):                               | Geradseit-Tiefbett                                                                                 |
| タイヤ (Reifen):                             | 26 x 3.50“ 低圧 Niederdruck                                                                        |
| 車体重量 (Fahrgestellgewicht):               | 280 kg                                                                                             |
| 空荷車重 (Leergewicht):                      | ツアラー (Tourenwagen) 440 kg                                                                      |
| 許可最大総重量 (Zuläss. Gesamtgewicht):      | ツアラー 700 kg                                                                                    |
| 最高速度 (Höchstgeschwindigkeit):            | 75 km/h                                                                                            |
| 燃費 (Verbrauch):                            | 6 リッター                                                                                         |
| 燃料タンク容量 (Kraftstofftank):             | 20 リッター（エンジン室内／im Motorraum）                                                          |
| 価格 (Preise):                               | |
| ロードスター 2座 (Roadster)                  | 2,750 RM                                                                                           |
| ツアラー 3/4座 (Tourenwagen)                 | 2,800 RM                                                                                           |
| クーペ 2座 (Coupé)                           | 3,150 RM                                                                                           |
| セダン 3/4座 (Limousine)                     | 3,200 RM                                                                                           |